# Maesa regia
Maesa regia är en viveväxtart som beskrevs av Herman Otto Sleumer. Maesa regia ingår i släktet Maesa och familjen viveväxter. Inga underarter finns listade i Catalogue of Life.